# GamePlay RPG
Pour les articles homonymes, voir Gameplay (homonymie).
Gameplay RPG est un magazine français consacré au RPG et au Survival-Horror créé par Georges Grouard (dit « Jay ») et édité par FJM Publications puis par QI Design, publié entre 2000 et 2008.

## Historique
Gameplay RPG est le premier magazine au monde entièrement consacré au jeu vidéo de rôle. Il est édité par FJM Publications. Le magazine est né de la volonté de Georges Grouard, dit « Jay », dès 1997, alors qu'il collabore à Consoles News, de « « sanctifier le RPG » en montant un magazine qui lui [serait] consacré — le premier du genre. » Pour convaincre FJM — sceptique malgré les excellentes ventes de Final Fantasy VII en France — de créer le magazine, Jay fait le pari de sortir un numéro de Consoles News largement consacré aux RPG japonais, avec Final Fantasy VIII sur la couverture. Les résultats sont bons, et « l'expérience est renouvelée avec Parasite Eve 2 en première page. » Jay obtient alors l'approbation pour lancer Gameplay RPG,. Le premier numéro paraît en avril 2000,. La revue, d'abord bimestrielle, paraît mensuellement dès le quatrième numéro. Jay en est le responsable de projet et le rédacteur en chef ; dans un premier temps, il rédige le magazine seul avec « son collègue et ami [Cédric Devoyon, alias] Kyo », avant d'agrandir l'équipe.
En septembre 2005, Jay démissionne et quitte FJM « pour des raisons d'incompatibilité et des différends avec [ses] anciens employeurs » : « Le patron avait pété les plombs et m’avait laissé seul maître à bord. J’ai décidé de revaloriser la condition des employés, notamment en changeant le prix des piges. Ça n’a pas vraiment plu au boss, qui est revenu en me rappelant ma place. » Jay fonde ensuite sa propre société d'édition, dont le premier magazine sera Background, consacré à l'univers du jeu vidéo de rôle. À la suite du départ de Jay, une nouvelle équipe rédactionnelle est mise en place pour le numéro d'octobre 2005 (numéro 75, nouvelle formule). FJM dépose le bilan en 2006, et le numéro 85 sera le dernier édité par cette société.
À la suite de cette faillite, le magazine est repris par QI Design — une société dirigée par Frank Chemla, un des codirigeants de FJM —, et la numérotation repart de zéro,. Le numéro 1 paraît le 7 novembre 2006. Le dernier numéro, le seizième, est publié au mois d'octobre 2008. L'arrêt de la publication est annoncé officiellement le mercredi 8 octobre 2008 sur le site officiel du feu magazine à la suite de différentes difficultés financières.[réf. nécessaire]

## Axe éditorial
Jay explique dans l'éditorial du premier numéro que Gameplay RPG est « le premier magazine entièrement consacré à l'import, et plus particulièrement aux RPG et aux Survival-Horror », et qu'« il n'y a que très peu de daubes [parce que] seuls quelques softs [seront] dignes de figurer dans ce magnifique magazine. » La revue traite principalement, et « parfois sur de très nombreuses pages », de J-RPG sur consoles, mais aborde parfois aussi les titres occidentaux comme Fable ou les principaux jeux Blizzard. La revue « n'hésite pas à aborder des jeux de niche [comme] Sakura Wars, Lunar [et] Magna Carta (en). »
Grouard raconte s'être « [inventé] un personnage : Jay [...], sa « signature publique. » Nous étions dans un magazine de jeux de rôle, son auguste hôte se devait de jouer le jeu, lui aussi. » Jay a un « ton acerbe parfois vulgaire, », et possède un « tempérament très... affirmé », qui s'exprime notamment dans le « courrier des lecteurs » d'environ dix pages, où « [il prend] un malin plaisir à insulter ses fans dans les grandes largeurs, fans qui en [redemandent] et [reviennent] à la charge dans des missives plus longues et plus argumentées. »